# Linales
Ordre
Classification APG II (2003)
Classification APG III (2009)
Les Linales sont un ordre de plantes dicotylédones.
En classification classique de Cronquist (1981) elle comprend cinq familles:
- Erythroxylaceae (famille de la coca)
- Hugoniaceae
- Humiriaceae
- Ixonanthaceae
- Linaceae (famille du lin)

En classification phylogénétique APG II (2003) et classification phylogénétique APG III (2009) cet ordre n'existe pas : ces cinq familles font maintenant partie des Malpighiales.